# Svarttjärnen (Högsäters socken, Dalsland)
Svarttjärnen är en sjö i Färgelanda kommun i Dalsland och ingår i Örekilsälvens huvudavrinningsområde.